# Enrique García Ojeda

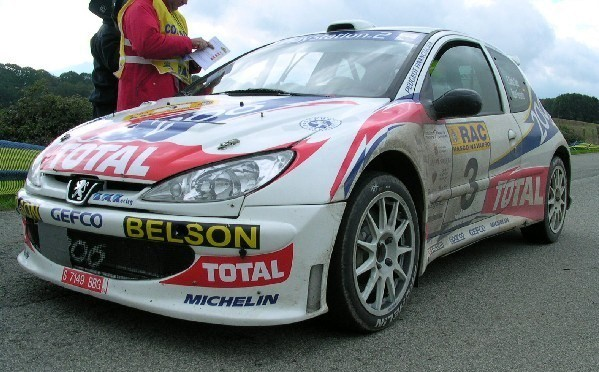
Ojeda egy 2003-as raliversenyen

Enrique García Ojeda (1972. január 21. –) spanyol raliversenyző, a 2006-os interkontinentális ralibajnokság győztese.

## Pályafutása
1998 és 2005 között öt világbajnoki versenyen állt rajthoz.
2006-ban és 2007-ben a Peugeot spanyol képviseletének csapatával vett részt az interkontinentális ralibajnokságon. A 2006-os szezont két pontjával a huszonharmadik helyen zárta.
2007-ben a sorozat hét versenyén indult. Öt alkalommal végzett a dobogón, és végül öt pontos előnnyel lett bajnok csapattársa, Nicolas Vouilloz előtt. A interkontinentális ralibajnokság történelmében ez volt az egyetlen olyan év, hogy egy versenyző nyert futam nélkül végezzen az összetett első helyen a szezon végén.

## Külső hivatkozások
- Profilja az ewrc.cz honlapon